# ریچارد رودنهایزر
ریچارد رودنهایزر (انگلیسی: Richard Rodenhiser؛ زادهٔ ۱۷ اکتبر ۱۹۳۲) بازیکن هاکی روی یخ اهل ایالات متحده آمریکا بود.
وی در مسابقات کشوری و بین‌المللی در مجموع برندهٔ ۱ مدال طلا، ۱ مدال نقره شده‌است.